# Montfort (Pays-Bas)
Pour les articles homonymes, voir Montfort.
Montfort (Limbourgeois: Mofert) est un village néerlandais situé dans la commune de Roerdalen, dans la province du Limbourg néerlandais. Le 1er janvier 2006, le village comptait 3 150 habitants.

## Histoire
Montfort a été une commune indépendante jusqu'au 1er janvier 1991. À cette date, elle fusionna avec Posterholt et Sint-Odiliënberg pour former la nouvelle commune d'Ambt Montfort, qui a existé jusqu'en 2007.